# Saint-Nicolas-de-Port
Saint-Nicolas-de-Port è un comune francese di 7 760 abitanti situato nel dipartimento della Meurthe e Mosella nella regione del Grand Est.

## Monumenti e luoghi d'interesse
- Basilica di San Nicola, uno dei massimi capolavori dell'architettura gotica della regione, venne eretta fra il 1481 e il 1545 per custodire una preziosa reliquia di San Nicola di Bari.

## Amministrazione

### Gemellaggi
- San Salvo

## Società

### Evoluzione demografica
Abitanti censiti